# Crown Equipment
Crown Equipment Corporation er en amerikansk producent af gaffeltrucks, som er baseret i Vandalia, Ohio. I 2022 havde Crown 18.100 ansatte og en årsomsætning på 4,7 mia. $. Virksomheden blev etableret i 1945.